# كريستيان موريني
كريستيان موريني (بالإيطالية: Cristian Moreni)‏ مواليد 21 نوفمبر 1972 في لومبارديا، إيطاليا، هو دراج إيطالي سابق في صنف سباق الدراجات على الطريق. سبق أن شارك في دورة الألعاب الأولمبية الصيفية.

## سجل النتائج

### سباقات أو مراحل فاز بها
- طواف إسبانيا
- طواف إيطاليا

## روابط خارجية
- كريستيان موريني على موقع الاتحاد الدولي للدراجات (الإنجليزية)
- كريستيان موريني على موقع أرشيف الدراجات (الإنجليزية)
- كريستيان موريني على موقع إحصائيات الدراجات الإحترافية (الإنجليزية)
- كريستيان موريني على موقع نسبة الدراجات (الإنجليزية)
- كريستيان موريني على موقع CycleBase (الإنجليزية)
- كريستيان موريني على موقع أوليمبيديا (الإنجليزية)